# Niphargus timavi
Niphargus timavi é uma espécie de crustáceo da família Niphargidae.
Pode ser encontrada nos seguintes países: Itália e Eslovénia.